# Aposturisoma
Aposturisoma is een monotypisch geslacht van straalvinnige vissen uit de familie van de harnasmeervallen (Loricariidae).

## Soort
- Aposturisoma myriodon Isbrücker, Britski, Nijssen & Ortega, 1983